# Athyreus armatus
Athyreus armatus är en skalbaggsart som beskrevs av John Obadiah Westwood 1848. Athyreus armatus ingår i släktet Athyreus och familjen Bolboceratidae. Inga underarter finns listade.